# دبلیوئی
دبلیوئی (انگلیسی: WE) شرکت خرده‌فروشی هلندی است، که در سال ۱۹۱۷ تأسیس شد.